# The Family Values Tour
The Family Values Tour est un festival créé par le groupe de metal Korn en 1998. C'est une sorte de tournée de nu metal se déroulant chaque année.

## Historique
Korn fut la tête d'affiche lors de la première édition, puis ce fut au tour de Limp Bizkit en 1999.
La tournée n'a pas eu lieu en 2000, en raison de la concurrence créée par le Anger Management Tour d'Eminem et le Summer Sanitarium Tour de Metallica. Elle signe son retour en 2001, avec Staind et Stone Temple Pilots tête d'affiche. Ce retour du Family Values Tour est temporaire car il n'aura pas lieu durant les quatre suivantes.
Le 17 avril 2006, Korn annonce officiellement le retour du Family Values Tour. Le Myspace du groupe annonce Deftones et Flyleaf.
C'est au cours d'une interview donnée à MTV News que Jonathan Davis, chanteur de Korn, précise que son groupe jouera pendant deux heures, chose jamais faite auparavant, et que les billets seront vendus au prix de 9,99 $.
En 2007, le Family Values Tour a lieu ailleurs qu'aux États-Unis pour la première fois. La tournée passe en effet en France (Strasbourg le 4 juin, Grenoble le 5 juin, Paris le 18 juin, et Bordeaux le 21 juin), avec Evanescence, Atreyu ou encore Flyleaf pour accompagner Korn en tête d'affiche.

## Groupes et artistes ayant joué depuis la création
- 1998 : Korn, Incubus, Orgy, Limp Bizkit, Ice Cube et Rammstein.
- 1999 : Korn, Limp Bizkit, Primus, Staind, Method Man & Redman, The Crystal Method et Filter.
- 2001 : Stone Temple Pilots, Linkin Park, Staind, Static-X et Deadsy.
- 2006 : Korn, Deftones, Stone Sour, Flyleaf, Dir En Grey, 10 Years, Deadsy, Bury Your Dead et Bullets and Octane.
- 2007 : Korn, Evanescence, Lamb of God et Aiden.

Si généralement dominé par la scène nu metal et alternative, et par les artistes américains, le Family Values Tour a toutefois pu mettre en valeur des artistes aux horizons et origines différentes. En témoigne la présence du groupe allemand Rammstein (1998), du rappeur Ice Cube (1998), du duo de rappeurs Method Man & Redman (1999), de la musique électronique de The Crystal Method (1999), et des japonais de Dir En Grey (2006).

## Discographie
Quatre disques live sont sortis, correspondant aux quatre premières tournées. Ils peuvent finalement être considérées comme des compilations de l'évolution du nu metal, genre très en vogue à l'époque, et ont l'avantage de réunir les performances lives de quelques groupes phares sur un même disque.